# Сорокинський район (Луганська область)
Соро́кинський райо́н (до 2016 — Краснодонський) — колишній район України у південно-східній частині Луганської області. Районний центр — місто Сорокине.

## Загальні відомості
Населення становить 29 966 осіб (на 1 серпня 2013). Район перетинають залізниці Родакове—Лиха, Довжанська—Новокондрашівська; мережа автодоріг, у тому числі E40М04 (Луганськ—Сорокине—Ростов-на-Дону). Площа — 1,4 тис. км². На території району функціонують 24 колективних сільгосппідприємств, 10 акціонерних товариств, 124 селянських (фермерських) підприємства та інші. В економіці провідна роль належить сільськогосподарському виробництву м'ясо-молочного й овочівницького напрямку.

## Географія
Район розташований у південно-східній частині Луганської області і межує на півночі зі Станично-Луганським районом, на сході — з Каменським районом, Росія), на півдні — зі Довжанським, на заході — з Лутугинським районами Луганської області.
Район займає 138 тисяч га, 97 тисяч га — сільськогосподарських угідь, з них — 68,6 тисяч га — ораних земель.
Відстань від районного центра до обласного — 48 км, від кордону Краснодонського району до міста Луганська близько 3 км. Між обласним та районним центрами існує автомобільна траса. Є залізнична гілка, що проходить через населені пункти району: Новосвітлівка, Сімейкіне, Новоолександрівка.
Корисні копалини: кам'яне вугілля, глина, пісок, пісковик, мергель, «дикий камінь». У 1995 році в селі Кружилівка Пархоменківської сільської ради відкрито газове родовище. У його надрах виявлені запаси газу — 5 млрд м³.
Рельєф району — гориста рівнина. Ґрунтовий покрив кам'янистих схилів хрящуватий, рідше — суглинний. Верхній ґрунтовий шар становить чорнозем.
Територією району протікає 5 річок:
- Велика Кам'янка, довжиною 67,8 км;
- Сіверський Донець, довжиною 42 км;
- Луганчик, довжиною 32,3 км;
- Деревичка, довжиною 16,2 км;
- Довжик, довжиною 7,8 км.

### Флора
На території району зустрічаються рослини, занесені до Червоної книги України:
- астрагал крейдолюбний (Astragalus cretophilus);
- громовик донський (Onosma tanaitica), Макарів Яр, Кружилівка, Попівка;
- дрік донський (Genista tanaitica), Попівка;
- келерія Талієва (Koeleria talievii), ендемік середньої течії Сіверського Дінця;
- ковила волосиста (Stipa capillata), вузьколиста (Stipa tirsa), дніпровська (Stipa borysthenica), Залеського (Stipa zalesskii), Лессінга (Stipa lessingiana), найкрасивіша (Stipa pulcherrima), пухнастолиста (Stipa dasyphylla) і українська (Stipa ucrainica) — численні популяції в степу;
- кучерявка відігнута (Atraphaxis replicata), Давидово-Микільське;
- пирій ковилолистий (Elytrigia stipifolia);
- півонія вузьколиста (Paeonia tenuifolia);
- рябчик малий (Fritillaria meleagroides), заплавні луки Сіверського Дінця;
- сальвінія плаваюча (Salvinia natans), води Сіверського Дінця;
- сон лучний (Pulsatilla pratensis);
- тюльпан дібровний (Tulipa quercetorum) і змієлистий (Tulipa ophiophylla), байрачні ліси;
- шафран сітчастий (Crocus reticulatus), звичайна рослина дібров.

## Історія
Сорокинський район як адміністративна одиниця вперше було утворено у 1923 році (з 1927 Краснодонський), а в сучасних кордонах — із грудня 1966 року.

## Адміністративний устрій
Адміністративно-територіально район поділяється на 5 селищних рад та 10 сільських рад, які об'єднують 58 населених пунктів і підпорядковані Сорокинській районній раді. Адміністративний центр — місто Сорокине, яке є містом обласного значення та не входить до складу району.
У районі 58 адміністративно-територіальних одиниць, з них:
- селища міського типу — 6: Великий Лог, Мирне, Талове, Новоолександрівка, Сімейкине, Новосвітлівка
- селища — 5: Верхня Краснянка, Нижня Шевирівка, Малокалинове, Поріччя, Хрящувате
- села — 47

селищних та сільських рад: 15, з них:
- селищних — 5: Великологівська, Мирненська, Новоолександрівська, Сімейкінська, Новосвітлівська
- сільських — 10: Верхньогарасимівська, Верхньошевирівська, Білоскелюватська, Давидо-Микольська, Новоганнівська, Пархоменківська. Самсонівська, Поріченська, Хрящуватенська.

### Список сіл району
| Назва              | Входження                          |
| ------------------ | ---------------------------------- |
| Андріївка          | Новоганнівська сільська рада       |
| Батир              | Верхньошевирівська сільська рада   |
| Берегове           | Пархоменківська сільська рада      |
| Біленьке           | Великосуходільська сільська рада   |
| Білоскелювате      | Білоскелюватська сільська рада     |
| Валіївка           | Хрящуватенська сільська рада       |
| Великий Суходіл    | Великосуходільська сільська рада   |
| Верхня Краснянка   | Великологівська селищна рада       |
| Верхньогарасимівка | Верхньогарасимівська сільська рада |
| Верхньодеревечка   | Верхньошевирівська сільська рада   |
| Верхньошевирівка   | Верхньошевирівська сільська рада   |
| Видно-Софіївка     | Хрящуватенська сільська рада       |
| Вишневий Діл       | Хрящуватенська сільська рада       |
| Власівка           | Верхньогарасимівська сільська рада |
| Водоток            | Давидо-Микільська сільська рада    |
| Габун              | Білоскелюватська сільська рада     |
| Глибоке            | Сімейкинська селищна рада          |
| Давидо-Микільське  | Давидо-Микільська сільська рада    |
| Дружне             | Білоскелюватська сільська рада     |
| Дубівка            | Новоолександрівська селищна рада   |
| Іванівка           | Давидо-Микільська сільська рада    |
| Іллівка            | Пархоменківська сільська рада      |
| Катеринівка        | Новосвітлівська селищна рада       |
| Комісарівка        | Хрящуватенська сільська рада       |
| Королівка          | Поріченська сільська рада          |
| Красне             | Новоганнівська сільська рада       |
| Красний Яр         | Сімейкинська селищна рада          |
| Кружилівка         | Пархоменківська сільська рада      |
| Липове             | Білоскелюватська сільська рада     |
| Лисе               | Новосвітлівська селищна рада       |
| Малий Суходіл      | Великосуходільська сільська рада   |
| Микишівка          | Верхньогарасимівська сільська рада |
| Нижня Гарасимівка  | Верхньогарасимівська сільська рада |
| Нижньодеревечка    | Верхньошевирівська сільська рада   |
| Новоганнівка       | Новоганнівська сільська рада       |
| Новокиївка         | Пархоменківська сільська рада      |
| Огульчанськ        | Пархоменківська сільська рада      |
| Нижня Шевирівка    | Верхньошевирівська сільська рада   |
| Пантеліївка        | Давидо-Микільська сільська рада    |
| Макарів Яр         | Пархоменківська сільська рада      |
| Підгірне           | Великосуходільська сільська рада   |
| Попівка            | Великосуходільська сільська рада   |
| Поріччя            | Поріченська сільська рада          |
| Придорожне         | Самсонівська сільська рада         |
| Малокалинове       | Верхньошевирівська сільська рада   |
| Радісне            | Білоскелюватська сільська рада     |
| Горіхова Балка     | Сімейкинська селищна рада          |
| Самсонівка         | Самсонівська сільська рада         |
| Тернове            | Хрящуватенська сільська рада       |
| Хорошилове         | Пархоменківська сільська рада      |
| Хрящівка           | Пархоменківська сільська рада      |
| Хрящувате          | Хрящуватенська сільська рада       |

## Населення
Наявне населення за станом на 1 січня 2005 року — 31,550 тис. осіб, або 13 % від населення області, у тому числі:
- селищне — 10 100 осіб;
- сільське — 21 458 осіб.

Етнічний склад населення району на 2001 рік був представлений таким чином:
- українці — 45,9 %;
- росіяни — 51,7 %;
- білоруси — 0,9 %
- інші національності — 1,5 %

За даними перепису 2001 року населення села становило 32 848 осіб, з них 27,26 % зазначили рідною мову українську, 72,32 % — російську, а 0,42 % — іншу.
Мовний склад сільських та міських рад району (рідна мова населення) за переписом 2001 року, %
|                              | російська | українська | білоруська | вірменська | циганська |
| Сорокинський район           | 72,3      | 27,3       | 0,1        | 0,1        | 0,1       |
| ---------------------------- | --------- | ---------- | ---------- | ---------- | --------- |
| смт Великий Лог              | 94,4      | 5,3        |            |            |           |
| смт Мирне                    | 92,1      | 7,4        |            |            | 0,4       |
| смт Новоолександрівка        | 54,5      | 45,6       |            |            |           |
| смт Новоствітлівка           | 45,1      | 54,4       | 0,2        | 0,0        |           |
| смт Сімейкине                | 88,2      | 11,5       |            |            |           |
| смт Талове                   | 94,9      | 4,6        | 0,3        | 0,2        |           |
| Білоскелюватська сільрада    | 60,8      | 39,0       | 0,2        |            |           |
| Верхньогарасиміська сільрада | 95,0      | 4,6        | 0,0        |            | 0,4       |
| Верхньошевирівська сільрада  | 93,3      | 6,2        | 0,1        | 0,2        |           |
| Давидо-Микільська сільрада   | 54,6      | 45,4       |            |            |           |
| Новоганнівська сільрада      | 21,1      | 77,3       | 0,4        |            |           |
| Пархоменівська сільрада      | 47,9      | 51,7       | 0,2        |            |           |
| Поріченська сільрада         | 97,7      | 2,2        |            |            |           |
| Великосуходільська сільрада  | 89,3      | 10,3       | 0,2        |            |           |
| Самсонівська сільрада        | 82,8      | 17,2       |            |            |           |
| Хрящуватенська сільрада      | 76,9      | 22,9       |            | 0,2        |           |